# 函数方程
函数方程是含有未知函数的方程。函数方程可以有一个解，可以无解，也可以有多个解，甚至可以有无穷多个解。

## 例子
- 函数方程

{\displaystyle \zeta (s)=2^{s}\pi ^{s-1}\sin \left({\frac {\pi s}{2}}\right)\Gamma (1-s)\zeta (1-s)}
的解是黎曼ζ函數。
- 函数方程

{\displaystyle \Gamma (x)={\Gamma (x+1) \over x}\,\!}
的解是伽玛函数。
- 函数方程

{\displaystyle \Gamma (z)\Gamma (1-z)={\pi  \over \sin(\pi z)}\,\!}
的解是伽玛函数。
- 更多例子：

{\displaystyle f(x+y)=f(x)f(y),\,\!}的解是所有指数函数。
{\displaystyle f(xy)=f(x)+f(y)\,\!}的解是所有对数函数。
{\displaystyle f(x+y)=f(x)+f(y)\,\!} (柯西函数方程)
{\displaystyle F(az)=aF(z)(1-(z))\,\!} (庞加莱方程)
{\displaystyle f((x+y)/2)=(f(x)+f(y))/2\,\!} (琴生)
{\displaystyle g(x+y)+g(x-y)=2g(x)g(y)\,\!} (达朗贝尔)
{\displaystyle f(h(x))=f(x)+1\,\!}（阿贝尔方程）。

## 解函数方程
函数方程与代数方程、微分方程不同，并没有普遍的解法。所以这个分支也没能发展起来。如上述的解为Gamma函数和初等函数的方程的解法完全不同。
对于二元函数方程，对其变量赋予特殊值的做法较多。
例子：解函数方程{\displaystyle f(x+y)^{2}=f(x)^{2}+f(y)^{2}}。
设{\displaystyle x=y=0}：{\displaystyle f(0)^{2}=f(0)^{2}+f(0)^{2}}。所以{\displaystyle f(0)^{2}=0}，{\displaystyle f(0)=0}。
现在，设{\displaystyle y=-x}：
{\displaystyle f(x-x)^{2}=f(x)^{2}+f(-x)^{2}}
{\displaystyle f(0)^{2}=f(x)^{2}+f(-x)^{2}}
{\displaystyle 0=f(x)^{2}+f(-x)^{2}}
由于实数的平方非负，以及两个非负数的和为零当且仅当两个数都为零，因此对于所有x，{\displaystyle f(x)^{2}=0}，所以{\displaystyle f(x)=0}是唯一的解。